# Ludolf von Bülow
Ludolf von Bülow (né avant 1298 - mort le 23 avril 1339 à Warin) est un homme d'église qui a été évêque de Schwerin de 1331 à 1339. 

## Biographie

### Origine
Ludolf von Bülow fait partie de la famille noble des Von Bülow originaire du Mecklembourg. Il est le fils d'Heinrich IV von Bülow. Plusieurs autres évêques de Schwerin sont membres de la famille : son oncle Gottfried Ier von Bülow, son frère Heinrich Ier von Bülow et son neveu Friedrich II von Bülow.

### Évêque de Schwerin
La première mention de Ludolf en tant que chanoine à Schwerin date de 1298. Après avoir été archidiacre de Tribsees, il est élu évêque de Schwerin par le chapitre en 1331. Il est consacré par l'archevêque de Brême Burchard Grelle. Ludolf essaie alors de liquider les dettes accumulées par ses prédécesseurs mais gage cependant des biens religieux à sa famille. Avec ses frères, il instaure une prébende pour la Marienkirche de Rostock et pour la cathédrale de Lübeck. Il prend part à la paix entre le duché de Poméranie, le Mecklembourg, le comté de Schwerin et plusieurs autres villes du nord de l'Allemagne. 
Il meurt en 1339 et est inhumé dans la cathédrale de Schwerin. Son frère cadet Heinrich lui succède.